# 1563 en littérature
| Années de la littérature : 1560 - 1561 - 1562 - 1563 - 1564 - 1565 - 1566    |
| Décennies de la littérature : 1530 - 1540 - 1550 - 1560 - 1570 - 1580 - 1590 |

Cet article présente les faits marquants de l'année 1563 en littérature.

## Événements
- 9 août : l'écrivain français Étienne de La Boétie, ami de Michel de Montaigne tombe malade. Il meurt le 18. La disparition de son ami marque profondément Montaigne qui rédige une lettre adressée à son père, publiée en 1571[1].

## Parutions
- Avril : Ronsard répond aux attaques protestantes dans Réponse aux injures et calomnies[2].

- 4 septembre : édition de la Bible de Brest, dont la traduction de l’hébreu en polonais est financée par Nicolas Radziwill[3].

- De gestis Mendi de Saa, poème latin attribué à José de Anchieta, est publié à Coimbra[4].
- De la bonté et mauvaistié des femmes, traité de Jean de Marconville, publié à Paris chez Jean Dallier[5]. Il propose une solution à la « Querelle des femmes ».
- Rédaction en Russie sous la direction du prêtre André, confesseur du tsar et futur métropolite, du Stepennaja kniga  (« Livre des degrés »), sous l'inspiration du métropolite Macaire[6].
- Bible de Brest, première traduction intégrale de la Bible protestante en polonais, publiée par Bernard Wojewódka à Brest-Litovsk[7].

- Jean Wier publie à Bâle De praestigiis daemonum (« Des illusions des démons »). Il affirme que nombre de phénomènes de sorcellerie interprétés comme des signes de possession démoniaque sont les symptômes de maladies qui requièrent l'intervention médicale plutôt que le bûcher[8].
- Le Livre des Martyrs de John Foxe, est publié par John Day[9].

## Décès
- 22 février : le poète français Pierre de Boscosel de Chastelard est décapité à  Édimbourg pour sa passion pour la reine Marie Stuart.
- 31 mai : Martynas Mažvydas, auteur et éditeur du premier livre en langue lituanienne (né en 1510).
- 24 juillet : Giambattista Gelli, écrivain humaniste italien, mort le 12 août 1498.
- 18 août : Étienne de La Boétie, écrivain français (né en 1530).
- 26 novembre : Jean Bale, écrivain et théologien anglais (né en 1495).